# Adalbert Krueger
Karl Nikolaus Adalbert Krueger (Malbork, 9 de dezembro de 1832 – Quiel, 21 de abril de 1896) foi um astrónomo alemão que foi editor da revista Astronomische Nachrichten.